# Emilio Nappa
Emilio Nappa (ur. 9 sierpnia 1972 w Neapolu) – włoski duchowny katolicki, arcybiskup, sekretarz pomocniczy w Dykasterii ds. Ewangelizacji od 2022.

## Życiorys
28 czerwca 1997 otrzymał święcenia kapłańskie i został inkardynowany do diecezji Aversa. Był m.in. wykładowcą w instytucie nauk religijnych w Kapui, współpracownikiem włoskiej nuncjatury oraz pracownikiem watykańskiego Sekretariatu Stanu. We wrześniu 2022 został pracownikiem Sekretariatu ds. Gospodarczych.
3 grudnia 2022 papież Franciszek mianował go przewodniczącym Rady Wyższej Papieskich Dzieł Misyjnych oraz sekretarzem pomocniczym w Dykasterii ds. Ewangelizacji. Jednocześnie został mianowany arcybiskupem ze stolicą tytularną Satrianum. Sakry udzielił mu 28 stycznia 2023 kardynał Luis Antonio Tagle.